# Minangkabaus
Minangkabaus (Indonesisch: Bahasa Minangkabau, Minangkabaus: Baso Minang(kabau)) is een Austronesische taal die gesproken wordt door de Minangkabau van West-Sumatra, in het westelijke gedeelte van Riau en in verschillende steden door heel Indonesië door gemigreerde Minangkabauers, die handel drijven of een Minang-restaurant runnen. Het wordt daarnaast ook nog gesproken in een regio in Maleisië (zie bij Verspreiding).
Er bestaat enige controverse over het Minangkabaus wat betreft de relatie tot het Maleis. Sommigen menen dat de taal een Maleis dialect is, gezien de overeenkomsten in woorden en grammatica. Anderen menen dat het een taal op zichzelf is en geen Maleis dialect.
Volgens Ethnologue is Minangkabaus verwant aan Duano', Negeri Sembilan Maleis (beide Maleisië), Muko-Muko, Pekal (beide Sumatra) en Urak Lawoi' (Thailand, zie ook Urak Lawoi' (volk)). Recent onderzoek lijkt uit te wijzen dat Muko-Muko een dialect van het Minangkabaus is.

## Verspreiding
Behalve in West-Sumatra en het westelijk gedeelte van Riau wordt Minangkabaus ook gesproken in een gebied in Maleisië, Negeri Sembilan. De inwoners van dit gebied zijn in het verleden uit het Minang-land (Ranah Minang) hiernaartoe getrokken. Het Minangkabaus is ook een lingua franca aan de westkust van Noord-Sumatra, zelfs tot aan de westkust van Atjeh. In Atjeh wordt de taal Aneuk Jamee genoemd. Ook in de grotere steden van Indonesië, m.n. Jakarta, wonen en werken grote groepen Minangkabauers.

## Dialecten
Het Minangkabaus kent verschillende dialecten, zelfs tussen nabijgelegen dorpen (bijvoorbeeld gescheiden door een rivier) kunnen aanzienlijke verschillen in uitspraak bestaan. Hieronder een voorbeeld van de verschillen tussen enkele van de dialecten:
| Nederlands:               | Wat zei hij tegen je? |
| Indonesisch:              | Apa katanya kepadamu? |
| "Standaard" Minangkabaus: | A keceknyo jo kau?    |
| Mandahiling Kuti Anyai:   | Apo kecek o kö gau?   |
| Padang Panjang:           | Apo keceknyo ka kau?  |
| Pariaman:                 | A kate e bakeh kau?   |
| Ludai:                    | A kecek o ka rau?     |
| Sungai Batang:            | Ea janyo ke kau?      |
| Kurai:                    | A jano ka gau?        |

In de communicatie tussen Minangkabauers van verschillende streken wordt dan ook vaak gebruikgemaakt van het Padangse dialect, B(ah)aso Awak (zoiets als "onze taal") genoemd. Hiermee is het Padangse dialect een soort standaard geworden voor het Minangkabaus.

## Voorbeelden
| Bahasa Minangkabau: | Sarang kayu di rimbo tak samo tinggi, kok kunun manusia (uitdrukking)        |
| Bahasa Indonesia:   | Pohon di rimba tidak sama tinggi, apalagi manusia                            |
| Nederlands:         | De bomen in de jungle zijn niet (allemaal) even hoog, laat staan (de) mensen |
|                     |                                                                              |
| Bahasa Minangkabau: | Co a kongcek baranang co itu inyo (uitdrukking)                              |
| Bahasa Indonesia:   | Dia berenang seperti katak                                                   |
| Nederlands:         | Hij zwemt als een kikker (hij doet iets lukraak, zonder doel)                |
|                     |                                                                              |
| Bahasa Minangkabau: | Indak buliah mambuang sarok disiko!                                          |
| Bahasa Indonesia:   | Tidak boleh membuang sampah di sini!                                         |
| Nederlands:         | Er mag hier geen vuilnis worden weg-/neergegooid!                            |